# كلارنس لمويل إليشا مور
كلارنس لمويل إليشا مور (بالإنجليزية: Clarence Lemuel Elisha Moore) هو رياضياتي أمريكي، ولد في 12 مايو 1876، وتوفي في 5 ديسمبر 1931.